# Sullivan Ballou
Pour les articles homonymes, voir Ballou.
Sullivan Ballou (né le 28 mars 1829 et mort le 29 juillet 1861) est un avocat et politicien américain et un officier de l'Armée de l'Union durant la guerre de Sécession. Il est connu pour une lettre poignante qu'il écrivit à sa femme une semaine avant de se faire tuer à la première bataille de Bull Run.

## Vie civile
Sullivan est le fils de Hiram Ballou (1802–1833) et Emeline Bowen, un couple huguenot distingué de Smithfield dans le Rhode Island. Il perd son père alors qu'il est encore jeune et doit alors vivre en internat au Massachusetts, à la Nichols Academy (en) de Dudley et la Phillips Academy de Andover. Après avoir obtenu son diplôme à la Phillips Academy, il entre à la Brown University où il est membre de la Delta Phi, puis intègre la State and National Law School (en) à Ballston Spa. Il est admis au barreau de Rhode Island et commence à travailler en 1853. Ballou se marie avec Sarah Hart Shumway le 15 octobre 1855. Ils ont deux enfants prénommés Edgar et William. En 1854, peu après avoir commencé à travailler, il est élu à la chambre des représentants de Rhode Island, greffier (en) puis speaker (en). Il adhère au parti républicain et soutient Abraham Lincoln.

## Guerre de Sécession
Après le bombardement de Fort Sumter en avril 1861, le président Lincoln demande 75 000 soldats aux États du nord pour mater la rébellion. Ballou s'engage et encourage ses proches à faire de même. Il est promu major le 11 juin 1861 au 2e régiment d'infanterie du Rhode Island (en) dont il est le troisième officier le plus important après le colonel John Slocum et le lieutenant colonel Frank Wheaton. Il est également chargé d'être le juge-avocat général de la milice de Rhode Island.
Le régiment de Rhode Island se met dès le 19 juin en marche pour Washington et rejoint l'armée de l'Union de la Virginie du Nord. Le 21 juillet 1861, le régiment prend part à la première bataille de Bull Run. Lors de la bataille, il est touché par un boulet de canon de l'armée confédérée qui lui arrache en partie la jambe droite et tue son cheval. Il est évacué du champ de bataille et amputé de ce qu'il restait de sa jambe. L'armée de l'Union perd la bataille et doit se retirer à la hâte à Washington, laissant Ballou derrière elle. Ballou meurt de ses blessures une semaine après la bataille et est inhumé dans un cimetière proche de l'église de Sudley. 94 autres hommes de son régiment meurent également lors de la bataille. Les lieux du combat étant occupés par les confédérés, le corps de Sullivan Ballou n'est pas retrouvé et ce sont ses restes présumés qui sont déterrés et ré-inhumés au cimetère de Swan Point (en) à Providence.
Sa femme ne se remarie pas malgré son jeune âge. Elle déménage dans le New Jersey pour vivre avec son fils, William. Elle meurt en 1917 à l'âge de 82 ans et est inhumée aux côtés de son mari.

## Lettre pour Sarah Ballou
Dans sa célèbre lettre pour sa femme, Ballou cherche à mettre des mots sur ce qu'il éprouve : inquiétude, peur, culpabilité, tristesse, et le dilemme entre son amour pour elle et le sens du devoir envers sa patrie, qui le pousse à partir loin de sa femme.  
Cette lettre est mise en valeur dans le documentaire de Ken Burns The Civil War où Paul Roebling (en) en lit une version raccourcie. Il est difficile de savoir quelle version de la lettre est la bonne, l'original ayant été perdu.

« 14 juillet 1861
Camp Clarck quartier général, Washington D.C.
Ma très chère femme,
Il semble évident que nous allons partir dans quelques jours, peut-être demain. Il se peut que je ne puisse plus t'écrire, c'est pourquoi je t'envoie ces quelques lignes sur lesquelles peut-être se posera ton regard lorsque je ne serai plus.
Notre manœuvre devrait durer quelques jours et je pourrai y rencontrer de graves difficultés et même la mort. Mais, que ta volonté soit faite, ô mon Dieu. S'il est nécessaire que je tombe sur le champ de bataille pour mon pays, j'y suis prêt. Je n'ai pas de doute, j'ai toute confiance en la cause dans laquelle je me suis engagé, et mon courage ne faiblira pas. Je sais maintenant à quelle point la civilisation américaine repose sur le triomphe de notre gouvernement, et quelle dette nous avons envers ceux qui avant nous ont connu le sang et la souffrance de la révolution. Et je désire, je désire vraiment abandonner tout mon bonheur sur cette terre pour aider le gouvernement, et payer cette dette.
Mais, ma chère femme, quand je pense qu'en sacrifiant mon propre bonheur, je sacrifie aussi la plus grande partie du tien et ne te donne en échange que peine et soucis. Quand après avoir connu moi-même pendant de longues années, l'amertume d'être un orphelin, je me vois offrir ce même avenir à mes chers petits enfants, il me semble faible, vain et déshonorant, tandis que la bannière flotte doucement et fièrement dans le vent, de comparer mon amour sans limite pour vous, ma femme et mes enfants adorés, avec l'amour que j'éprouve pour mon pays.
Je ne puis te décrire mes sentiments en cette calme nuit d'été, tandis que 2 000 hommes dorment près de moi. Beaucoup d'entre eux vivant peut-être leur dernière nuit avant la mort. Quant à moi, je devine la mort qui s'approche sournoisement dans mon dos avec sa lame fatale, et je communie avec Dieu, avec mon pays et avec toi.
J'ai souvent cherché profondément dans mon cœur de mauvaises raisons, pour avoir ainsi mis en danger le bonheur de ceux que j'aimais, et je n'ai pu en trouver aucune. L'amour de mon pays, les principes que j'ai toujours revendiqué et aussi l'honneur que j'aime plus que je ne crains la mort m'ont appelé, et j'ai obéi.
Sarah, mon amour pour toi ne mourra jamais, il semble m'attacher par de puissants liens, que seule la toute puissance de Dieu peut briser. Et pourtant, l'amour de mon pays souffle sur moi comme un vent puissant, et m'emporte irrésistiblement avec toutes mes chaînes sur le champ de bataille. 
Tous les heureux moments que j'ai passés avec toi me reviennent en mémoire, et je n'en suis que plus reconnaissant envers Dieu et envers toi d'en avoir profité aussi longtemps. Et combien il est difficile pour moi d'abandonner ces souvenirs et de réduire en cendres l'espoir de ces années à venir, pendant lesquelles si Dieu l'avait voulu, nous aurions pu continuer à vivre ensemble et à nous aimer et voir nos garçons grandir et devenir des hommes honorables. Je sais que je n'ai rien à réclamer à la divine providence, mais quelque chose me chuchote à l'oreille, peut-être sont-ce les douces prières de mon petit Edgar, que je reviendrai sain et sauf auprès de ceux que j'aime. Si ce n'est pas le cas, ma chère Sarah, n'oublie jamais combien je t'aime et sache aussi que lorsque je rendrai mon dernier souffle sur le champ de bataille, ce sera en murmurant ton nom.
Pardonne-moi mes nombreuses fautes et les nombreuses peines que je t'ai causées. Combien j'ai souvent été irréfléchi et insensé. Comme je serais heureux de pouvoir laver avec mes larmes chaque petite tache sur ton bonheur, et de combattre toute l'injustice de ce monde pour vous protéger du mal, toi et les enfants. Mais je ne le pourrai pas, je ne pourrai que te regarder depuis les cieux, et flotter autour de toi tandis que tu affronteras les tempêtes avec ta précieuse petite cargaison, et attendre tristement et patiemment que nous nous retrouvions pour ne plus nous quitter.
Mais, ô Sarah, si les morts peuvent revenir sur cette terre et flotter invisibles auprès de ceux qu'ils ont aimés, je serai auprès de toi dans la lumière du jour comme dans la nuit la plus sombre, aux moments les plus heureux comme aux heures les plus désespérantes. Toujours, toujours, et si une brise légère caresse ta joue, ce sera mon souffle. Et si l'air frais effleure ta tempe palpitante, ce sera mon esprit.
Sarah, ne porte pas mon deuil, pense que je suis parti et attends-moi car nous nous rencontrerons à nouveau. 
Et mes petits garçons, ils grandiront comme j'ai grandi moi-même sans jamais connaître l'amour et les soins d'un père. Le petit Willy est trop petit pour se souvenir longtemps de moi, mais mon petit Edgar aux yeux bleus gardera dans les lointains souvenirs de son enfance les moments où nous chahutions tous deux. Sarah, j'ai une confiance infinie en toi pour veiller sur eux et sur leur épanouissement. Dis à mes deux mères que j'appelle sur elles la bénédiction de Dieu. Ô Sarah, je t'attends là-bas, viens à moi, viens avec mes chers enfants.
Sullivan »

La lettre n'a pas été envoyée, mais retrouvée dans la malle de Ballou après sa mort. Elle fut envoyée à Sarah Ballou par le Gouverneur de Rhode Island William Sprague IV, après que celui-ci se soit rendu en Virginie pour réclamer les effets personnels des soldats morts de Rhode Island.